# Meadowlands
Meadowlands es un lugar designado por el censo ubicado en el condado de Washington en el estado estadounidense de Pensilvania. En el año 2010 tenía una población de 822 habitantes.

## Geografía
Según la Oficina del Censo de los Estados Unidos, Meadowlands tiene una superficie total de 0,89 mi² (2,3 km²), de la cual 0,89 mi² (2,3 km²) corresponden a tierra firme y 0 mi² (0 km²) es agua.